# Heide (De Friese Meren)
Heide (Fries: De Heide) is een buurtschap in de gemeente De Friese Meren, in de Nederlandse provincie Friesland. Heide ligt tussen Sint Nicolaasga en Scharsterbrug aan de gelijknamige weg. 
De buurtschap Heide werd vanaf de 18e eeuw vermeld als De Heyde en De Heijde. De buurtschap was via een doodlopend pad te bereiken vanaf de weg tussen Sint Nicolaasga en Scharstenbrug. Dit pad werd in de 20ste eeuw verhard. De weg gaat sindsdien over de A6 en loopt daarna een stukje parallel aan de snelweg.
Net als de naastgelegen buurtschap De Rijlst behoorde het van oorsprong bij het dorp Legemeer, maar het gebied is later overgaan naar Sint Nicolaasga.
Hoofdplaats: Joure     Stad: Sloten

Dorpen en gehuchten: Akmarijp · Bakhuizen · Balk · Bantega · Boornzwaag · Broek · Delfstrahuizen · Dijken · Doniaga · Echten · Echtenerbrug · Eesterga · Elahuizen · Follega · Goingarijp · Harich · Haskerhorne · Idskenhuizen · Kolderwolde · Langweer · Legemeer · Lemmer · Mirns · Nijehaske · Nijemirdum · Oldeouwer · Oosterzee · Oudega · Oudehaske · Oudemirdum · Ouwster-Nijega · Ouwsterhaule · Rijs · Rohel · Rotstergaast · Rotsterhaule · Rottum · Ruigahuizen · Scharsterbrug · Sint Nicolaasga · Sintjohannesga · Snikzwaag · Sondel · Terhorne · Terkaple · Teroele · Tjerkgaast · Vegelinsoord · Wijckel

Buurtschappen: Ballingbuur · Bargebek · Boornzwaag over de Wielen · Brekkenpolder · Commissiepolle · De Rijlst · Delburen · Finkeburen · Heide · Hooibergen · Nieuw Amerika · Onland · Schoterzijl (deels) · Schouw · Spannenburg · Tacozijl · Trophorne · Tweehuis · Vierhuis · Vrisburen · Westerend-Harich · Zevenbuurt

Friesland: Steden en dorpen      Nederland: Provincies · Gemeenten